# 平雅行
平 雅行（たいら まさゆき、1951年7月10日 - ）は、日本史学者。専門は中世仏教史。京都学園大学教授、大阪大学名誉教授。大阪市生まれ。

## 経歴
- 1975年 京都大学文学部史学科卒業
- 1981年 京都大学大学院文学研究科博士後期課程満期退学
- 1984年 京都橘女子大学文学部助教授
- 1986年 関西大学文学部助教授
- 1989年 大阪大学文学部助教授
- 1993年「日本中世の社会と仏教」で大阪大学より文学博士の学位を取得[2]
- 1996年 大阪大学大学院文学研究科教授
- 2015年 大阪大学を定年退任、名誉教授。京都学園大学特任教授

## 著書
- 『日本中世の社会と仏教』塙書房 1992
- 『親鸞とその時代』法藏館 2001
- 『歴史のなかに見る親鸞』法藏館 2011、改訂版 法藏館文庫 2021。各・電子書籍も刊
- 『鎌倉仏教と専修念仏』法藏館 2017
- 『法然　貧しく劣った人びとと共に生きた僧』山川出版社・日本史リブレット人 2018
- 『鎌倉時代の幕府と仏教』塙書房 2024
- 『鎌倉仏教の中世』法蔵館文庫 2025

### 共編著
- 『日根野と泉佐野の歴史』小山靖憲共編　和泉書院 1995

1 荘園に生きる人々 『政基公旅引付』の世界
2 歴史の中の和泉 古代から近世へ
- 『周縁文化と身分制』脇田晴子, マーチン・コルカット共編、思文閣出版 2005
- 『大系真宗史料 文書記録編1 親鸞と吉水教団』法藏館 2015